# Zdzisław Stroński

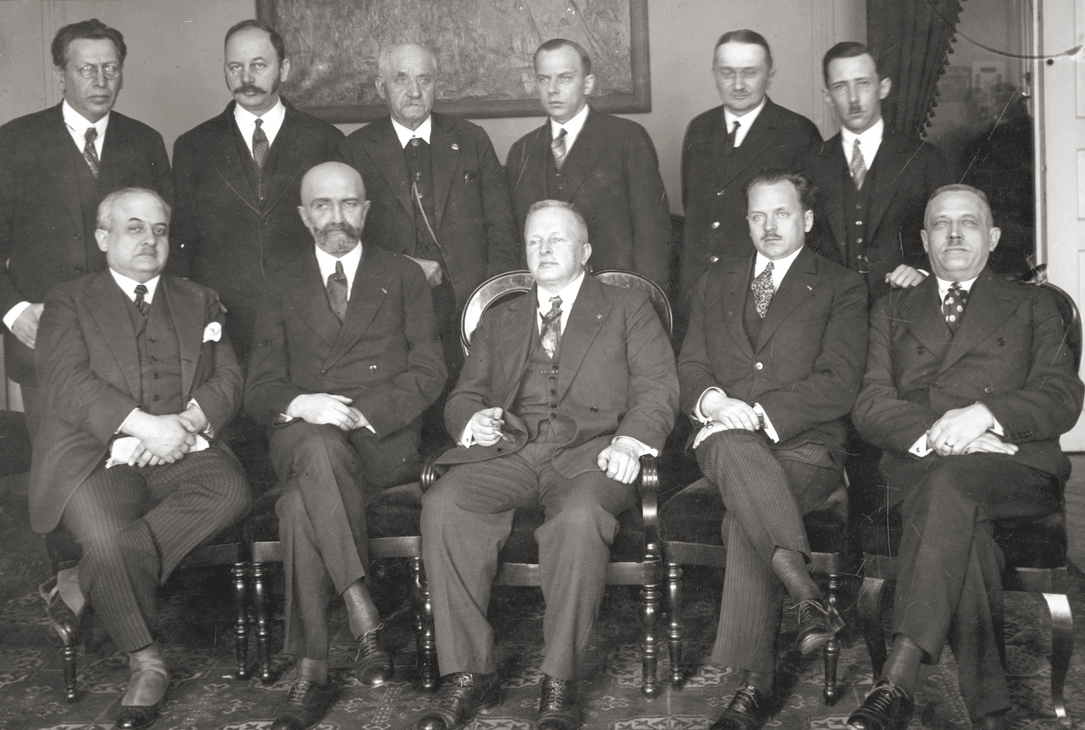
Prezydium BBWR z wizytą u marszałka Senatu Juliana Szymańskiego w 1929 roku. Od lewej siedzą: Hipolit Gliwic, Walery Sławek, Julian Szymański, Marian Zyndram-Kościałkowski, Walery Roman; stoją: Henryk Loewenherz, Karol Polakiewicz, Jakub Bojko, Zdzisław Stroński, Zdzisław Lechnicki, Adam Piasecki

Zdzisław Karol Stroński (Doliwa-Stroński) (ur. 24 października 1894 w Stryju, zm. 28 grudnia 1972 w Warszawie) – polski historyk, prezydent Stanisławowa, poseł na Sejm II, III i IV kadencji w II Rzeczypospolitej.

## Życiorys
Uczył się w Filii C. K. Gimnazjum w Stryju, gdzie w 1914 ukończył VIII klasę i zdał egzamin dojrzałości (w jego klasie byli m.in. Ludwik Iwaszko, Wiktor Pikulski, Władysław Tadeusz Podoski). W Stryju należał do: Organizacji Młodzieży Niepodległościowej „Zarzewie” (od 1910 roku), Polskiego Towarzystwa Gimnastycznego „Sokół” (skazany za członkostwo), od 1912 roku w skautingu i Związku Strzeleckim „Strzelec”. Po wybuchu I wojny światowej wszedł w skład Legionu Wschodniego.
We wrześniu 1914 roku został aresztowany w Nowym Sączu przez żandarmerię austriacką i wcielony do 20 pułku piechoty Austro-Węgier, później do 9 pułku piechoty Austro-Węgier. Ze względu na stan zdrowia został zwolniony z wojska i wyjechał do Wiednia, gdzie ponownie włączył się w działalność niepodległościową. Jesienią 1915 roku podjął studia na Uniwersytecie Lwowskim, znów wcielony do wojska austriackiego, wznowił studia w zimie 1918 roku, tym razem na Uniwersytecie Jagiellońskim.
31 października 1918 roku wstąpił do tworzącego się 33 pułku strzelców (późniejszego 20 pułku piechoty Ziemi Krakowskiej), z którym wziął udział w wojnie polsko-ukraińskiej. W kwietniu 1919 roku został awansowany do stopnia plutonowego. W tym roku został zdemobilizowany i kolejny raz powrócił na Uniwersytet Jagielloński. W tym czasie zasiadał w zarządzie krakowskiego „Strzelca”.
Od lipca do października 1920 roku służył ochotniczo w Wojsku Polskim w obliczu wojny polsko-bolszewickiej. Był przydzielony do Inspektoratu Armii Ochotniczej w Krakowie.
31 października 1922 roku doktoryzował się z historii na Wydziale Filozoficznym UJ, po czym powrócił do Lwowa, gdzie podjął pracę w Archiwum Ziemskim oraz jako nauczyciel w Gimnazjum Żeńskim Sióstr Najświętszej Rodziny z Nazaretu.
W późnych latach 20. współorganizował we Lwowie Związek Zawodowy Nauczycielstwa Polskich Szkół Średnich. Wchodził w skład wielu organizacji naukowych i oświatowych.
W 1926 współtworzył Związek Naprawy Rzeczypospolitej. W 1927 roku został wybrany na radnego Rady Miasta Lwowa i radnego powiatu lwowskiego. 10 marca 1932 roku został zaprzysiężony na urząd wiceprezydenta Lwowa. W wyborach samorządowych 1934 ponownie uzyskał mandat radnego rady miejskiej we Lwowie, startując z ramienia listy nr 1 (prorządowej). W kwietniu 1935 został prezydentem Stanisławowa. 14 kwietnia 1937 roku zrezygnował z tej funkcji w związku ze skandalem obyczajowym. Po jego ustąpieniu na urząd prezydenta został wybrany Franciszek Kotlarczuk.
Politycznie był związany z BBWR. W 1928 roku został członkiem Rady Województw Południowo-Wschodnich i Rady Grodzkiej BBWR we Lwowie. Po rozwiązaniu BBWR, jesienią 1935 roku, został członkiem powołanego w 1937 roku Obozu Zjednoczenia Narodowego.
W wyborach parlamentarnych w 1928 roku został wybrany posłem na Sejm II kadencji (1928–1930) z ramienia BBWR w okręgu nr 51 (Lwów – powiat). Wszedł w skład Prezydium i został skarbnikiem klubu parlamentarnego BBWR, pracował w komisji prawniczej.
W wyborach parlamentarnych w 1930 roku został ponownie wybrany posłem na Sejm III kadencji (1930–1935) z tego samego okręgu (nr 51). W kadencji tej pracował w komisjach: administracyjnej (był jej wiceprzewodniczącym), oświatowej i budżetowej.
W wyborach parlamentarnych w 1935 roku został znów wybrany posłem na Sejm IV kadencji (1935–1938) 78 132 głosami z okręgu nr 66, obejmującego powiaty: stanisławowski, tłumacki i nadwórniański. Pracował w komisjach administracyjno-samorządowej i budżetowej.
W czasie II wojny światowej był żołnierzem AK.
Po 1945 roku był dyrektorem Centrali Handlu Drewnem „Paged”, następnie pracował w Technikum Budowlanym nr 1 w Warszawie. Był członkiem Prezydium Zarządu Stołecznego TPPR.

## Odznaczenia
- Krzyż Kawalerski Orderu Odrodzenia Polski
- Medal Dziesięciolecia Odzyskanej Niepodległości
- Odznaka Honorowa „Orlęta”
- Złota Odznaka ZNP
- Złota odznaka honorowa „Za Zasługi dla Warszawy”.

## Życie rodzinne
Był synem Alfreda (urzędnika Kolejowego) i Karoliny.
Był dwukrotnie żonaty:
- ok. 1920 roku ożenił się z Marią Korniłłowicz (1895–1944, działaczką niepodległościową i nauczycielką, zmarłą w Auschwitz-Birkenau[10]), z którą miał córkę Annę (1922–1977), zamężną Strońską-Jodłowską oraz syna Andrzeja Marka (1931–1933)
- drugą żoną była Zofia Krystyna Broniewska[11][6].

Został pochowany 4 stycznia 1973 roku na Cmentarzu Wojskowym na Powązkach w Warszawie (kwatera CII28-2-9).